# عبدالستار (رئیس‌جمهور)
عبدالستار (انگلیسی: Abdus Sattar؛ زادهٔ ۱ مارس ۱۹۰۶ – درگذشتهٔ ۵ اکتبر ۱۹۸۵) یک سیاست‌مدار اهل بنگلادش بود. وی از ۳۰ مه ۱۹۸۱ تا ۲۴ مارس ۱۹۸۲ رئیس‌جمهور این کشور بود.
عبدالستار در ۵ اکتبر ۱۹۸۵، در سن ۷۹ سالگی درگذشت.